# Gilberto Idonea
Gilberto Idonea, né à Catane le 18 juin 1946 et mort dans la même ville le 5 octobre 2018, est un acteur italien.

## Biographie
Gilberto Idonea est considéré à Catane comme l'une des héritiers d'Angelo Musco et a parcouru pendant de nombreuses années les principales scènes italiennes et étrangères, avec sa propre compagnie, représentant les classiques siciliens de Nino Martoglio, Pirandello et Giovanni Verga.
Ses débuts au cinéma ont eu lieu en 1978 dans le film Turi e i paladini. Il a tourné dans plusieurs films, dont Malèna de Giuseppe Tornatore, La donna del treno de Carlo Lizzani et Il consiglio d'Egitto de Emidio Greco. À la télévision, il a joué dans plusieurs séries, dont La piovra 8 - Lo scandalo.
Gilberto Idonea est mort à Catane d'un arrêt cardiaque  le 5 octobre 2018.

## Filmographie partielle

### Cinéma
- 1979 : Turi e i paladini, de Angelo D'Alessandro
- 2000 : Malèna, crédité  Gilberto Idone, de Giuseppe Tornatore
- 2002 : Nati stanchi, de Dominick Tambasco
- 2004 : Le conseguenze dell'amore, de Paolo Sorrentino
- 2004 : Un amore possibile, court-métrage, de Amanda Sandrelli
- 2005 : La seconda notte di nozze, de Pupi Avati
- 2006 : Sono tornato al nord, de Franco Diaferia
- 2006 : Chiamami Salomè, de Claudio Sestieri
- 2007 : La cena per farli conoscere, de Pupi Avati
- 2007 : Buonanotte fiorellino, court-métrage, de Salvatore Arimatea
- 2009 : L'arbitro, court-métrage, de Paolo Zucca
- 2010 : La scomparsa di Patò, de Rocco Mortelliti

### Télévision
- 1979 : Il delitto Notarbartolo - mini série TV, 3 épisodes
- 1997 :La piovra 8 - Lo scandalo - film TV
- 1999 :La donna del treno - film TV
- 2001 :La piovra 10 - film TV
- 2001 : Il morso del serpente - film TV
- 2003 : L'inganno - film TV
- 2004 :Don Matteo - série TV, épisode Vacche grasse, vacche magre
- 2004 : Scripta volant - série TV, 1 épisode
- 2004 : Diritto di difesa - série TV, 8 épisodes
- 2005 :Il Grande Torino - film TV
- 2006 :Il commissario Montalbano - série TV, épisode Il gioco delle tre carte
- 2006 : Crimini - série TV, 1 épisode
- 2007 :Police maritime Gente di mare - série TV, 2 épisodes
- 2006 - 2017 : L'onore e il rispetto (saisons 2-5)